# The Bridge School Collection
The Bridge School Collection — колекція з п'яти акустичних альбомів, записаних під час благодійних концертів на фестивалі Bridge School Benefit, що вийшли на платформі iTunes з 2006 по 2011 роки.

## Історія створення
Благодійна організація «Брідж-Скул» для підтримки дітей з порушеннями фізичних здібностей та мовлення була заснована в 1987 році в Каліфорнії. Її фінансування стало можливим завдяки благодійному акустичному концертові Bridge School Benefit, який провели рок-музикант Ніл Янг та його дружина Пегі Янг. Надалі концерти стали щорічними, в них брали участь багато світових рок-зірок. Записи концертів можна було знайти на численних неофіційних бутлегах, а в 1997 році на лейблі Reprise Records вийшла офіційна збірка The Bridge School Concerts, Vol. 1.
У 2006 році організація вирішила видати записи найкращих пісень в цифровому форматі на платформі iTunes. Перший випуск містив шість дисків та вісімдесят пісень, записаних з 1986 року. До списку виконавців, чиї пісні потрапили в перший випуск, потрапили Crosby, Stills, Nash & Young, Едді Веддер, R.E.M., Metallica, Лу Рід та багато інших. Всі кошти від цифрових завантажень пісень йшли до організації «Брідж-Скул».
Надалі вийшло ще чотири випуски колекції — у 2006, 2007, 2009 та 2011 роках. Вихід останнього диску збігся з релізом ювілейного бокс-сету, присвяченого 25-річчю заснування фестивалю, The Bridge School Concerts: 25th Anniversary Edition, що складався з двох CD та трьох DVD.

## Список альбомів
- 2006 — The Bridge School Collection, Vol. 1 (Live) — 80 пісень, 6 год 3 хв[7]

- 2006 — The Bridge School Collection, Vol. 2 (Live) — 54 пісні, 3 год 55 хв[8]

- 2007 — The Bridge School Collection, Vol. 3 (Live) — 20 пісень, 1 год 22 хв[9]

- 2009 — The Bridge School Collection, Vol. 4 (Live) — 22 пісні, 1 год 26 хв[10]

- 2011 — The Bridge School Collection, Vol. 5 (Live) - 25 пісень, 1 год 42 хв[11]